# Кузнецова Валентина Михайлівна
Валентина Михайлівна Кузнецова (нар. 21 січня 1937, Москва, Російська РФСР, СРСР — пом. 3 вересня 2010) — російська мандрівниця, полярниця, лижниця (Майстер спорту СРСР), радіоінженер. Організаторка і керівниця єдиної в світі виключно жіночої полярної експедиційної групи, яка здійснила 19 автономних арктичних експедицій, в тому числі трьох антарктичних.

## Біографія
Валентина Кузнєцова народилася 21 січня 1937 року в Москві. У 1941 році батько був призваний на фронт. Мати з двома дітьми виїхала на батьківщину — село в Курській області, де пережили окупацію. Після війни сім'я батьків розпалася. Валентину повернув до Москви батько. Навчалася в школі. Захопилася лижами, займаючись в Московському будинку піонерів. Виграла чемпіонат країни серед юніорів.
У 1951 році вступила до Московського архітектурно-будівельного технікуму. У 1955 році його закінчила. За розподілом два роки працювала техніком-архітектором у Гіпрохарчопромі . Як успішна лижниця 1-го розряду багаторазово виступала на першостях Москви в складі спорттовариства «Харчовик».
У 1956 році вступила на вечірнє відділення радіофакультету Московського авіаційного інституту (МАІ), і звільнилася з Гіпрохарчопрому. За сприяння кафедри фізкультури і спорту в МАІ в 1957 році була переведена на денне відділення того ж факультету. Будучи студенткою МАІ багаторазово і успішно виступила в складі збірної команди інституту в лижних першостях у складі спортивного товариства «Наука».
У 1958 році вийшла заміж, в 1961 рік народила дочку Ірину, відновившись як кваліфікована лижниця — кандидат у майстри спорту. Знову домоглася високих спортивних результатів, стала майстром спорту. Була запрошена до збірної Радянського Союзу, і там тренувалася разом з багаторазовою чемпіонкою Алевтиною Колчин.
У 1962 році вона закінчила МАІ і за розподілом працювала радіоінженером в НДІ радіоприладобудування (НІІРП). Отримала самостійну тему і успішно її вела.
У 1966 році організувала жіночу лижну команду «Метелиця». До 2010 року залишалася беззмінним капітаном команди і президентом Міжнародної громадської організації «Міжнародний полярний експедиційно-спортивний центр „Метелиця“».
З 1966 по 2010 роки під керівництвом Валентини Кузнецової підготовлено і проведено 19 автономних арктичних експедицій, в тому числі, 3 антарктичні, 4 автопробіги країнами Скандинавії і Північної Європи .
3 вересня 2010 року Валентина Михайлівна померла в ході швидкоплинної хвороби. Похована на Востряковському кладовищі.

## «Метелиця» біля полюсів землі
У 2011 році вийшла книга Валентини Михайлівни Кузнецової, написана в співавторстві з Іриною Бояновною Соловйовою, «„Метелиця“ біля полюсів Землі».